# The Dark Pictures Anthology: Man of Medan
The Dark Pictures Anthology: Man of Medan (Антологія «Темні картини: Людина Медана») — це відеогра жанрів інтерактивного фільму та виживання серед жаху, розроблена компанією Supermassive Games та видана Bandai Namco Entertainment. Це перша з восьми запланованих частин серії The Dark Pictures Anthology, що була випущена для Microsoft Windows, PlayStation 4 та Xbox One 30 серпня 2019 року.

## Ігровий процес
The Dark Pictures Anthology: Man of Medan (Антологія «Темні картини: Людина Медана») — це survival horror, що грається від третьої особи, є одиночною грою або мультиплеєром. Гравці беруть під контроль п'ять різних персонажів, які потрапляють у пастку на борту корабля-привиду.  Гравці зобов'язані приймати рішення, виходячи з «голови» свого персонажа або «їхнього серця», або обирати бездіяльність, комбінуючи різні взаємодії з іншими персонажами. Вибір варіантів стилізований як «моральний компас».
Оповідь змінюється та коригується згідно з вибором, який роблять гравці, зрештою приводячи до виживання чи загибелі команди. Вибір також впливає на особистісні риси персонажів (що впливає на подальші розвилки подій та варіанти діалогів), а також на їхні стосунки один з одним. Гру можна пройти кілька разів різним чином, оскільки існує кілька закінчень і безліч сценаріїв на основі прийнятих рішень. Послідовності дій в основному містять події швидкого часу, більшість з яких, якщо вони пропущені, можуть призвести до тяжких наслідків для героїв. Оскільки гравці досліджують корабель-привид, вони можуть знайти різні «Темні картинки», що дає їм передчуття майбутнього.  Гравці також можуть паралельно розслідувати таємницю трагедії, яка сталася на кораблі в минулому, що може допомогти врятувати життя їх персонажів у сьогоденні.
Надихаючись популярностю своєї гри 2015 року Until Dawn (До світанку), і кількістю людей, що грають в цю гру зі своїми друзями, розділяючи елементи управління, Supermassive Games представила дві багатокористувацьких режими в The Dark Pictures Anthology: Man of Medan під назвою «Спільна історія» і «Ніч кіно». «Спільна історія» дозволяє двом гравцям одночасно спільно грати по мережі. Натомість «Ніч кіно» дозволяє щонайбільше п'ятьом гравцям послідовно керувати своїми персонажами.

## Фабула
Основний сюжет Людини Медана представлений як незавершена історія у викладі закадрового куратора (Піп-Торренс), який просить допомоги гравця у її завершенні. Рішення, які приймає гравець, змінюють результат історії та долі його героїв.
Історія куратора зосереджується на п'яти особах, які беруть участь у підводній дайвінг-експедиції, щоб знайти місце аварії літака Другої світової війни в південному Тихому океані: це брати Алекс (Карім Аллійн) та Бред Сміт (Кріс Сендіфорд), подруга Алекса Джулія (Аріель Палік), брат Джулії Конрад (Шон Ешмор), і Феліс «Фліс» Дюбуа (Айіш Ісса), то капітан з групи експедиційного катера. Однак експедиція швидко опиняється в небезпеці, коли усіх п'ятьох учасників захоплюють в заручники пірати Олсон (Квасі Сонгуй), Джуніор (Чімвемве Міллер) та Денні (Рассел Юен). Проти їхньої волі група вирушає до великого корабля-привиду Оуранг Медан — де їхні найгірші кошмари містичним чином стають реальністю. Учасники постають перед моральними виборами, що зрештою веде до різних фіналів історії.